# سيفبروزيل
سيفبروزيل (Cefprozil) عبارة عن دواء له تأثير مضاد ضد الجراثيم
مضاد حيوي من سيفالوسبورينات  الجيل الثاني، له تأثير مضاد ضد الجراثيم موجبة الغرام مثل العنقوديات، ومضاد ضد بعض الجراثيم سلبية الغرام. يؤثر بفاعلية على العصويات المعوية مثل الإشريكية قولونية، الكلبسيلة، المتقلبة والموراكسيلة، ويؤثر على المكورات العنقودية و العقدية الحساسة للبنسلين. يعطى عن طريق الفم، و يمتص بسرعة كافية من الجهاز الهضمي إلا أن الطعام يؤخر من امتصاصه. عمره النصفي في البلازما هو 1,5 ساعة (في حال كانت وظائف الكلى طبيعية) و يفرغ في البول (61% كدواء دون تغيير).
رغم أن هناك نقل على نطاق واسع بمخاطر التحسس المرافقة 10٪ بين السيفالوسبورين والبنسلين، في مقال نشر في  مجلة طب العائلة 

## الاستعمال الطبي
- يستخدم في علاج أنواع مختلفة من العدوى البكتيرية، مثل التهاب الأذن الوسطى، بعض حالات عدوى الجهاز التنفسي (مثل ذات الرئة)، الالتهابات الجلدية المختلفة وغيرها.
- معالجة الإنتانات الناتجة عن الجراثيم المتحسسة بما فيها:

1. أمراض الطرق التنفسية العلوية والسفلية.
2. أمراض الجلد والأنسجة الرخوة

### موانع الاستعمال
فرط التحسس للعلاج أو لأي مكون آخر من مكوناته، أو في حالة وجد فرط تحسس لأي علاج آخر من مجموعة السيفالوسبورين.
- البرفيرية.

## الاحتياطات
- فئة السلامة أثناء الحمل B ؛ لم تظهر الدراسات الحالية أضراراً على الجنين، يجب استشارة الطبيب قبل أخذ العلاج في حال كانت المريضة حامل أو تخطط للحمل.
- الرضاعة: يُفرز العلاج (بكميات ضئيلة) في حليب الام المرضع، لذا يجب استشارة الطبيب في حال كانت المريضة مرضعاً.
- يجب اخبار الطبيب المعالج في حال وجود اعتلالات أو أمراض في الكلى، فقد تحتاج بعض الحالات إلى اجراءات احتياطية خاصة أو جرعات معدلة.
- في حال وجود حساسية من البنسيلين عند المريض، فيجب إخبار الطبيب قبل البدء بالعلاج.
- تناول المضادات الحيوية لفترات طويلة قد يسبب الإصابة بخمج إضافي (إعادة الإصابة بالخمج أو العدوى بإدخال كائنات من نفس النوع الذي يسبب الخمج الموجود)، و الذي قد لا يستجيب للعلاج القديم.
- التوقف عن تناول العلاج قبل انتهاء الفترة التي يحددها الطبيب يزيد من احتمال معاودة الخمج أو العدوى للظهور وتطويرها لمقاومة للعلاج (لا تعود تستجيب للعلاج).
- إجراء فحوص دموية وكلوية خاصة خلال المعالجة طويلة الأمد أو بجرعات عالية.
- يمكن أن يؤثر الدواء على تفاعل جافيه لمعايرة تراكيز الكرياتينين ويمكن أن تعطي قيم مرتفعة كاذبة.
- يترافق استعمال الدواء مع إيجابية كاذبة لاختبار كومبس المباشر.
- يترافق استعمال الدواء مع إيجابية كاذبة للغلوكوز البولي لدى المعايرة بالطرق الإرجاعية.

## الأعراض الجانبية
- إسهال، ونادراً التهاب قولون مترافق مع تناول الصاد الحيوي. غثيان، إقياء، انزعاج بطني، صداع.
- ردود فعل تحسسية (طفح، حكة، شرى، تفاعلات شبيهة بداء المصل مع اندفاعات، حمى، آلام مفصلية، تأق).
- حكة في المهبل أو في الأعضاء التناسلية
- اضرابات في خمائر الكبد، التهاب كبد عابر، يرقان ركودي.
- التهاب كلية خلالي عكوس.
- فرط نشاط، عصبية، اضطرابات في النوم، تخليط،دوخة،هلوسة.
- ارتفاع ضغط الدم.[5]

## التداخلات الدوائية
إذا كان المريض يتناول أي من الأدوية التالية يجب أن يخبر الطبيب أو الصيدلاني ، فقد يحتاج إلى تعديل الجرعة أو إجراء فحوصات معينة :
- مضادات حيوية أخرى مثل: أميكاسين، جينتاميسين، كاناميسين، نيوميسين، نيتليميسين، ستريبتوميسين، توبراميسين.
- بروبيناسيد
- مدر بول مثل فورسيمايد، بيوميتانيد، إنداباميد، هيدروكلوروثيازيد، ميتولازون، سبيرينولاكتون و غيرها.

قد يتعارض العلاج مع أدوية أخرى غير مذكورة؛ يجب أن يخبر المريض الطبيب عن أي علاج أو مكمل غذائي أو عشبي كان يتناوله (لعلاج مرض مزمن أو عارض)، أو سيبدأ بتناوله أثناء فترة العلاج.

## الجرعة
عن طريق الفم
- البالغون: 500 ملغ/يوم كجرعة مفردة أو مقسمة على جرعتين، يمكن أن تزاد الجرعة إلى 500 ملغ مرتين/يوم عند الضرورة.
- الأطفال: 20 ملغ/كغ مرة أو مرتين يومياً حتى جرعة عظمى قدرها 500 ملغ مرة واحدة/يوم أو مرتين عند الضرورة في حالات التهاب الأذن الوسطى.
- مرضى القصور الكلوي: نصف الجرعة المعيارية عندما تصفية الكرياتينين أقل من 30 مل/دقيقة.[6]

### اشكال الدواء
- مسحوق يحل بالماء (للاستخدام عن طريق الفم):

1. 125 مغ/ 5 مل (50 مل، 75 مل، 100 مل)
2. 250 مغ/ 5مل (50 مل، 75 مل، 100 مل)

- أقراص: 250 مغ، 500 مغ

### التخزين
تحفظ أقراص العلاج في درجة حرارة الغرفة (15 - 30 درجة مئوية)، بعيدا عن الضوء و الرطوبة
و يحفظ الشراب في الثلاجة مع تجنب تجميده، وتخلص من أي كمية متبقية بعد 14 يوماً.